# Atlantis FC
Atlantis FC is een in 1980 opgerichte Finse voetbalclub uit Helsinki. De club speelt haar thuiswedstrijden in het Töölön Pallokenttästadion. 

## Geschiedenis
Atlantis FC werd opgericht in 1980 onder de naam Johanneksen Dynamo. Enkele jaren later, in 1985 werd de naam veranderd in FC Norssi en in 1995 werd de huidige naam aangenomen. In 1996 speelde de club nog in de Kakkonen, maar in 1997 werd promotie naar de Ykkönen afgedwongen. In 1999 werd vervolgens wederom gepromoveerd, dit keer naar het hoogste niveau, de Veikkausliiga. Spelend in de Veikkausliiga bereikte Atlantis in 2001 de finale van de Suomen Cup, welke werd gewonnen van Tampere United, de landskampioen dat jaar. In 2002 ging de club failliet en waren de reserves (Atlantis Akatemia in de Kakkonen) het hoogst spelende elftal van de club. Om deze reden speelde de club ook geen Europees voetbal in het seizoen 2002/03. 
In 2004 werd weer promotie naar de Ykkönen afgedwongen, maar na een degradatie in 2009 en 2016 kwam het uit in de vierde klasse (Kolmonen). In 2023 werd promotie bewerkstelligd naar de nieuwe derde klasse onder de naam Ykkönen. 

## Erelijst
- Beker van Finland

2001

## Bekend (oud-)spelers
- Ayoub Ait Afkir
- Salah Aharar